# LINDBERG II
『LINDBERG II』（リンドバーグ・ツー）は、LINDBERGの2枚目のオリジナル・アルバム。
1989年11月25日発売。発売元は徳間ジャパンのジャパンレコーズレーベル。

## 解説
前作『LINDBERG I』から僅か7ヶ月のインターバルでリリースされた2枚目のアルバム。
前作は様々な作家が参加していたが、本作は編曲家・音楽プロデューサーを佐藤宣彦のみで製作された。
本作から小柳を除くメンバーも本格的に作詞・作曲に関わりはじめた。

## 収録曲
全編曲：佐藤宣彦
1. Easy Go Easy Love
  - 作詞: 渡瀬マキ　作曲: 佐藤宣彦
2. E.F. Funny Face
  - 作詞: 渡瀬マキ　作曲: 川添智久
3. Get The Emotion
  - 作詞・作曲: 井上龍仁

後に、3枚目のシングル『JUMP』のカップリング曲としてカットされる。
4. I'm On Your Side
  - 作詞: 朝野深雪　作曲: 川添智久
5. My Little Nancy
  - 作詞: 朝野深雪　作曲: 佐藤宣彦
6. Heart Voice
  - 作詞: 渡瀬マキ　作曲: 川添智久
7. TRUE
  - 作詞: 渡瀬マキ　作曲: 平川達也
8. 10セントの小宇宙（ゆめ）
  - 作詞: 西脇淳子　作曲: 平川達也

後に、ベストにリテイクで収録されたり、ライブの定番曲であった。
9. JUMP
  - 作詞: 西脇淳子　作曲: 佐藤宣彦

3枚目シングルとしてカットされたが、シングルとはバージョンが異なる。ライブの定番曲であった。
10. 負けないでよ Take My Heart
  - 作詞: 朝野深雪　作曲: 平川達也
11. きみにできるすべて
  - 作詞: 西脇淳子　作曲: 佐藤宣彦
12. Big Town
  - 作詞: 渡瀬マキ　作曲: 川添智久

## 関連作品
- GOLDEN☆BEST リンドバーグ EARLY FLIGHT